# Direction centrale du recrutement et de la formation de la Police nationale
 (juillet 2024).
La direction centrale du recrutement et de la formation de la Police nationale (DCRFPN) est l'une des directions actives de la direction générale de la Police nationale du ministère de l'Intérieur français.
La direction centrale a été créée le 30 janvier 2017 à la suite d'un décret,,. Cette nouvelle direction active à la charge du recrutement des personnels actifs, techniques et scientifiques,,,, ainsi que du pilotage et la mise en œuvre des formations initiales et continues de l'ensemble de ses agents. Elle anime le réseau des directions zonales et territoriales du recrutement et de la formation de la Police nationale dont la liste et le ressort territorial de compétence sont fixés par arrêté ministériel.
Le 14 février 2022, le ministre de l’Intérieur, Gérald DARMANIN, a annoncé sans concertation la décentralisation en 2025 à Montpellier de la DCRFPN, actuellement située à Lognes en Île-de-France.
La DCRFPN est constituée de 4 sous-directions et d’un état-major , :

## La sous-direction du développement des compétences (SDDC)
Elle identifie et conseille sur l’analyse des besoins de formation. La SDDC est l’interlocuteur des structures territoriales de la direction et des référents formations des directions d’emploi, elle assure également le pilotage des formations et des ressources pédagogiques.
Elle comprend deux pôles :

### Le pôle anticipation, analyse, conseil
Il est composé de la cellule de coordination des psychologues et de deux divisions :
- la division de la recherche, de l'anticipation et des partenariats ;
- la division de l'évaluation, du conseil et des projets en formation.

### Le pôle pilotage des formations
Il comprend trois divisions :
- la division des formations métiers ;
- la division des formations des techniques et de la sécurité en intervention ;
- la division des formations aux fonctions administratives, techniques et scientifiques.

### Les centres nationaux
Elle comprend en outre les centres nationaux suivants :
- le Centre national de formation des unités cynotechniques, rattaché à la division des formations des techniques et de la sécurité en intervention ;
- le Centre national d'éducation physique et sportive, rattaché à la division des formations des techniques et de la sécurité en intervention ;
- les centres nationaux de tir de la police nationale, rattachés à la division des formations des techniques et de la sécurité en intervention ;
- le Centre national de formation motocycliste de la police nationale, rattaché à la division des formations des techniques et de la sécurité en intervention ;
- le Centre national de formation aux techniques de transmission, rattaché à la division des formations métiers.

## La sous-direction des méthodes et de l’appui (SDMA)
(ex Institut National de la Formation) service délocalisé depuis 1983 à Clermont-Ferrand (63) au 73 rue Paul Diomède
La sous-direction des méthodes et de l’appui conçoit et pilote les méthodes pédagogiques, elle veille également à développer la formation digitale et assure l'accompagnement pédagogique des formateurs.
Elle est composée de deux pôles :

### Le pôle animation, méthodes et outils
Il comprend trois divisions :
- la division de l'ingénierie pédagogique ;
- la division de la documentation de la police nationale et de la promotion sociale ;
- la division méthodes et stratégie pour la formation digitale (devenue division de la formation digitale)

### Le pôle administratif et technique
Il comprenait trois divisions jusqu'en mars 2021:
- la division des activités supports ;
- la division du soutien logistique ;
- la division informatique rattachée depuis le 29 mars 2021 à la SDRM.

## La sous-direction du recrutement et des dispositifs promotionnels (SDRDP)
La sous-direction assure, à l’exception des personnels contractuels, l’intégralité du recrutement, notamment l’organisation des concours et le suivi de la scolarité elle est notamment chargée de la promotion des différents métiers accomplis au sein de la Police nationale.
Elle exerce une fonction d’appui au recrutement des adjoints de sécurité, des cadets de la République et des apprentis, réalisé par la direction des ressources et des compétences de la Police nationale.
Elle est composée de la cellule psychométrie et de trois divisions :
- la division de l'organisation des concours et des dispositifs promotionnels (service délocalisé depuis 1983 à Clermont-Ferrand);
- la division du suivi des scolarités et des élèves ;
- la division de la promotion des métiers et de l'égalité des chances.

## La sous-direction des ressources et des moyens (SDRM)
La sous-direction des ressources et des moyens  centralise les fonctions supports pour l’ensemble de la direction centrale et de ses structures territoriales. Elle s'occupe également des budgets et des moyens informatiques.
Elle comprend trois divisions :
- la division des ressources humaines ;
- la division de la programmation budgétaire ;
- la division de l'appui technique.

## L'état-major
L'état major centralise les informations relatives au fonctionnement des structures, gère les demandes émanant du cabinet du ministre et du directeur général de la Police nationale. Il pilote également la communication interne de la direction centrale.
- la section synthèse et coordination ;
- la section communication ;
- la section des systèmes d'informations opérationnels ;
- la section de la maîtrise des risques.